# Alberto Gasco
Alberto Gasco (Napoli, 3 ottobre 1879 – Roma, 10 luglio 1938) è stato un critico musicale, compositore e scrittore italiano.

## Biografia
Nacque a Napoli il 3 ottobre 1879, da Francesco, illustre anatomista e zoologo di origine piemontese, e da Maria Boubée che proveniva da una nota famiglia di musicisti. Indirizzato dal padre allo studio della medicina, si iscrisse invece alla facoltà di giurisprudenza seguendo i corsi sino alla laurea. Contemporaneamente si dedicò agli studi musicali sotto la guida particolarmente dello zio Paolo del quale fu un discepolo. Successivamente si recò a Parigi per perfezionarsi in composizione con Vincent d'Indy.
Sul piano istituzionale delle sue attività ricoprì, per ben venticinque anni, la mansione di funzionario della Corte dei conti. A partire dal 1911 scrisse gli articoli di critica musicale del quotidiano "La Tribuna" di Roma; in precedenza li aveva pubblicati sul giornale d'arte "Il Tirso" e su altri periodici d'arte, «...sempre spiccando per il brio e la straordinaria competenza dei suoi scritti...». Ma, nonostante il brio, fu considerato un critico severo, talvolta pungente. L'11 gennaio 1919 al "Teatro Costanzi" di Roma fu data la prima rappresentazione del "Trittico" di Giacomo Puccini. Su "La Tribuna" il Gasco espresse in proposito le sue impressioni con tono decisamente agrodolce.
Si dedicó anche alla composizione e lo fece con grande cura e interesse, da erudito eclettico qual'era; esordì con il poema lirico in un atto "La leggenda delle sette torri" che fu dato in anteprima a Milano nel 1912 nella versione in lingua tedesca, su libretto di Ottone Schanzer, ispirato a due dipinti di Dante Gabriele Rossetti; l'anno seguente questo lavoro fu rappresentato, in italiano e con discreto successo, al Teatro Costanzi di Roma il 4 marzo 1913, sotto la direzione di Edoardo Vitale, avendo quali protagonisti Giuseppe Taccani e Gilda Dalla Rizza. Sempre per il teatro scrisse un altro poema lirico dal titolo "Astrea", ancora su libretto di Ottone Schanzer però mai pubblicato né rappresentato e "Madonna povertà", un abbozzo che rimase incompiuto.
Poi, abbandonate le ambizioni teatrali, si applicò al genere del poema musicale e, più tardi, del poema sinfonico di influsso straussiano. Cultore appassionato, in gioventù, del dramma musicale wagneriano, rivendicò in età matura la grande tradizione operistica.
 Dal 1918 fu accademico dell'Istituto musicale Cherubini di Firenze, e dal 1919 accademico dell'Accademia Nazionale di Santa Cecilia di Roma. Curò inoltre la sezione musicale istituita presso la Accademia di belle arti di Roma da Arduino Colasanti. Dal 1924 fu il direttore artistico della prima Emittente radiofonica dell'Unione radiofonica italiana di Roma. Molti suoi scritti, soprattutto articoli apparsi su "La Tribuna", sono stati riediti nel volume "Da Cimarosa a Strawinsky - Celebrazioni, Critica spicciola, Interviste", stampato a Roma nel 1939. Morì a Roma il 10 luglio 1938.

## Opere
Composizioni
- "La leggenda delle sette torri" dramma lirico teatrale, 1913;
- "Astrea", ancora su libretto di Schanzer, mai pubblicata né rappresentata;
- "La Venere dormiente", da un quadro del Giorgione, poema musicale per quartetto d'archi 1932;
- "La visione di sant’ Orsola", poema musicale per violino e pianoforte, da un quadro di Vittore Carpaccio Roma 1915;
- "Primavera fiorentina", suite per pianoforte, suscitata dalla visione dei capolavori della scuola fiorentina del XIV e XV secolo;
- "Le danzatrici di Jodhpur", per pianoforte, da un quadro di A. Besnard, 1919;
- "Poemi della notte e dell'aurora", dieci pezzi per canto e pianoforte, 1909;
- "Danse de l'aube et danse du crépuscule", per pianoforte, 1910;
- "Italia, Italia", canto popolare di guerra, per l'entrata in guerra dell'Italia, 1915;
- "Selvaggia", per canto e pianoforte, 1915;
- "La vergine alla culla", nenia per violino e pianoforte 1919;
- "La bella addormentata", per violino e pianoforte, 1919;
- "Buffalmacco", preludio giocoso per orchestra, 1921 ;
- "Presso le Fonti del Clitumno", preludio pastorale per orchestra, 1921;
- "Maria di Magdala", poema musicale per violino e pianoforte, 1921;
- "Beata Beatrix", per mezzosoprano e pianoforte 1921),
- "Canto elegiaco" per violino sulla quarta corda e pianoforte, 1930:
- "Scherzo orgiastico" per orchestra, 1930;
- "Madonna povertà", poema musicale per quartetto d'archi, 1932;
- "Cantico di frate Sole", poema per soprano solista, coro, organo e orchestra , sul testo di San Francesco d'Assisi, 1933.

### Scritti
- Alberto Gasco, Da Cimarosa a Strawinsky - Celebrazioni, Critica spicciola, Interviste, Roma, Edizioni de Santis, 1938.

### Annotazioni
1. ↑  Era sorella di Alberto Boubée, violoncellista allievo di Gaetano Ciandelli e di Paolo Boubée, violinista.
2. ↑  «...Siamo facili profeti nel pronosticare che questo Trittico pucciniano avrà dovunque onore di applausi e al tempo stesso . di fierissime discussioni; si vitupererà "Il Tabarro" per il suo verismo quasi aggressivo e lo si esalterà per la dovizia di materiale tematico; si dirà malignamente che "Suor Angelica" ha una spina dorsale assai fragile e che deve chiedere soccorso ai suoi compagni di fortuna per reggersi in piedi;...solo la lepida storiella di "Gianni Schicchi" non troverà sul suo percorso genti col pugnale già pronto...ma noi non abbiamo l'obbligo di lasciarci abbacinare per un successo di pubblico...»

### Fonti
1. 1 2 3 4 5 6 7 8   Maria Grazia Teodori, Alberto Gasco, in Dizionario biografico degli italiani, vol. 52, Roma, Istituto dell'Enciclopedia Italiana, 1999. URL consultato il 3 aprile 2024.
2. ↑   Enrica Donisi, La scuola violoncellistica di Gaetano Ciandelli, Bologna, Libreria Musicale Italiana, 2016,  p. 117.
3. ↑  Donisi 2016, p. 218.
4. ↑   Eugenio Gara, Carteggi Pucciniani, Milano, Ricordi, 1958,  p. 412 nota.
5. ↑  Gara 1958, p. 476.
6. ↑   Alberto Gasco, "La leggenda delle sette torri", su archiviostorico.operaroma.it. URL consultato il 6 aprile 2024.